# Celine Gardoni
Celine Gardoni ist eine ehemalige französische Bogenbiathletin.
Celine Gardoni erreichte ihren größten internationalen Erfolg, als sie bei den Bogenbiathlon-Weltmeisterschaften 2001 in Kubalonka an der Seite von Olga Francon und Stephania Guillemin für die französische Staffel nominiert wurde und mit dieser hinter den Vertretungen aus Russland und Italien die Bronzemedaille gewinnen konnte.